# Moribaetis macaferti
Moribaetis macaferti is een haft uit de familie Baetidae. De wetenschappelijke naam van de soort is voor het eerst geldig gepubliceerd in 1985 door Waltz.
De soort komt voor in het Neotropisch gebied.